# Amália de Solms-Braunfels
Amália de Solms-Braunfels (31 de agosto de 1602 – 8 de setembro de 1675), Condessa de Solms-Braunfels, foi a esposa de Frederico Henrique, Príncipe de Orange. Era filha de João Alberto I de Solms-Braunfels e Inês de Sayn-Wittgenstein.

## Família
Amália era a filha mais nova do conde João Alberto I de Solms-Braunfels e da condessa Inês de Sayn-Wittgenstein. Os seus avós paternos eram o conde Conrand de Solms-Braunfels e a princesa Isabel de Nassau-Dillenburg. Os seus avós maternos eram o conde Luís I de Sayn-Wittgenstein e Isabel de Solms-Laubach.

## Biografia

### Infância
Amália passou a sua infância no castelo dos seus pais em Braunfels. Tornou-se membro da corte de Isabel da Boémia, esposa do eleitor palatino Frederico V, o "rei inverno" da Boémia. Depois de as forças imperiais derrotarem Frederico, Amália fugiu com a rainha grávida para o ocidente. Foi-lhes proibida proteção porque o imperador o tinha ordenado. Isabel entrou em trabalho de parto durante a sua fuga e Amália ajudou-a a dar à luz.
A sua viagem acabou em Haia, onde o stadholder Maurício de Nassau lhes garantiu alísio em 1621. As duas apareciam com frequência na corte, onde o meio-irmão mais novo de Maurício se apaixonou por Amália em 1622. Amália recusou-se a ser sua amante, esperando um casamento. 

### Casamento e descendência

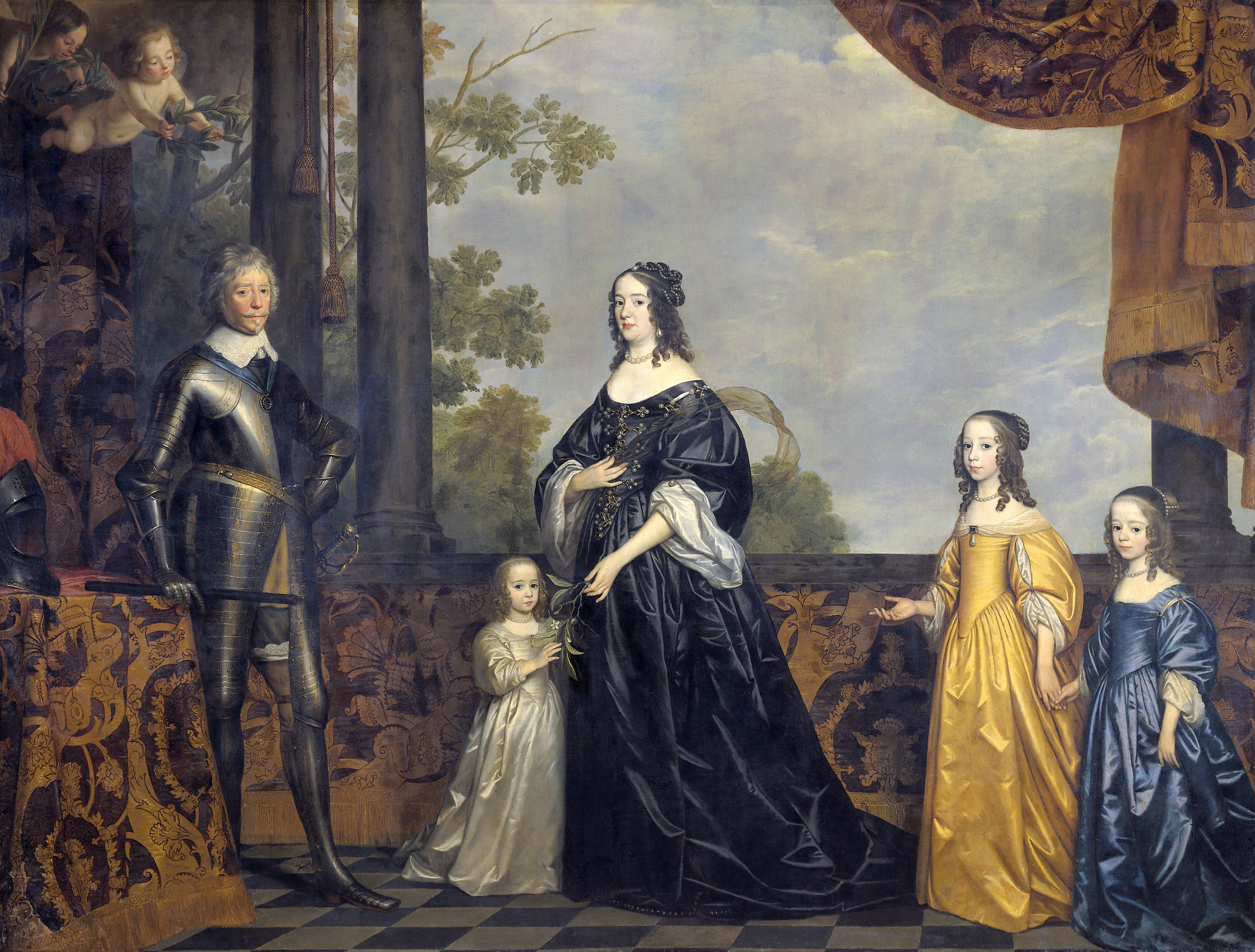
Retrato da família de Frederico Henrique por Gerard van Honthorst, 1647.

Amália estava prometida ao príncipe Mauricio de Nassau, contudo, quando este faleceu, seu meio-irmão Frederico Henrique casou-se com Amália. Eles casaram-se em 4 de abril de 1625. Tiveram nove filhos:
- Guilherme II de Orange (1626-1650, pai do rei Guilherme III da Inglaterra;
- Luísa Henriqueta de Nassau (1627-1667), mãe do rei Frederico I da Prússia;
- Henriqueta Amália de Nassau (1628);
- Isabel de Nassau (1630);
- Isabel Carlota de Nassau (1632-1642);
- Albertina Inês de Nassau (1634-1696), que casou com o conde Guilherme Frederico de Nassau-Dietz;
- Henriqueta Catarina de Nassau (1637-1708), que casou com o príncipe João Jorge II de Anhalt-Dessau;
- Henrique Luís de Nassau (1639);
- Maria Henriqueta (1642-1688), que casou com o príncipe Maurício do Palatinado.

### Esposa do Estatuder
Quando Frederico Henrique se tornou-se Estatuder após a morte do seu meio-irmão Maurício, a sua influência cresceu substancialmente, tal como a de Amália. Juntos, Frederico Henrique e Amália conseguiram aumentar a vida da corte na Haia. Mandaram construir vários palácios, incluindo o Huis ten Bosch. Amália era a principal casamenteira da família, arranjando o casamento do seu filho Guilherme II com a princesa-real Maria de Inglaterra e da Escócia, filha do rei Carlos I de Inglaterra e das suas filhas com vários príncipes alemães.
Em 1649, o rei Filipe IV de Espanha deu-lhe a área em volta de Turnhout.

## Genealogia
| Amália de Solms-Braunfels | Pai: João Alberto I, Conde de Solms-Braunfels | Avô paterno: Conrado, Conde de Solms-Braunfels  | Bisavô paterno: Filipe, Conde de Solms-Braunfels          |
| Amália de Solms-Braunfels | Pai: João Alberto I, Conde de Solms-Braunfels | Avô paterno: Conrado, Conde de Solms-Braunfels  | Bisavó paterna: Ana de Tecklenburg                        |
| Amália de Solms-Braunfels | Pai: João Alberto I, Conde de Solms-Braunfels | Avó paterna: Isabel de Nassau-Dillenburg        | Bisavô paterno: Guilherme I, Conde de Nassau-Dillenburg   |
| Amália de Solms-Braunfels | Pai: João Alberto I, Conde de Solms-Braunfels | Avó paterna: Isabel de Nassau-Dillenburg        | Bisavó paterna: Juliana de Stolberg                       |
| Amália de Solms-Braunfels | Mãe: Inês de Sayn-Wittgenstein                | Avô materno: Luís I, Conde de Sayn-Wittgenstein | Bisavô materno: Guilherme I, Conde de Sayn-Wittgenstein   |
| Amália de Solms-Braunfels | Mãe: Inês de Sayn-Wittgenstein                | Avô materno: Luís I, Conde de Sayn-Wittgenstein | Bisavó materna: Joana de Isenburg                         |
| Amália de Solms-Braunfels | Mãe: Inês de Sayn-Wittgenstein                | Avó materna: Isabel de Solms-Laubach            | Bisavô materno: Frederico Magno I, Conde de Solms-Laubach |
| Amália de Solms-Braunfels | Mãe: Inês de Sayn-Wittgenstein                | Avó materna: Isabel de Solms-Laubach            | Bisavó materna: Inês de Wied                              |